# Trio Marvin
Das Trio Marvin ist ein 2016 in Leipzig gegründetes Klaviertrio, das in Berlin ansässig ist. Es besteht aktuell aus dem Pianisten Dasol Kim, der Geigerin Marina Grauman und dem Cellisten Marius Urba.

## Geschichte
Im Jahr 2016 wurde das Trio von Marius Urba gemeinsam mit Marina Graumann und der Pianistin Vita Kan gegründet, aus deren Vornamen sich der Name des Ensembles ableitet. Das Trio absolvierte Studien beim Artemis Quartett an der Universität der Künste Berlin und wurde durch den Verein Freunde junger Musiker in Berlin und Wiesbaden gefördert. Es gewann mehrere Preise und konzertierte im In- und Ausland bereits in bedeutenden Konzertsälen wie dem Kammermusiksaal der Berliner Philharmonie, dem Berliner Konzerthaus, im Musikverein Graz sowie im Melbourne Recital Centre und trat bei Festivals wie dem Mozartfest Würzburg und den Schwetzinger Festspielen auf.
Rundfunkübertragungen wurden vom  Deutschlandfunk Kultur, BR, SWR und ORF ausgestrahlt, das Trio veröffentlichte zwei CDs.
Zum Repertoire zählen Werke der Klassik und der Romantik sowie auch Werke des 20. Jahrhunderts, zum Beispiel von Mieczysław Weinberg und Dmitri Schostakowitsch.

## Preise
- 2017: 1. Preis des Mendelssohn Bartholdy Hochschulwettbewerbs[5]
- 2017: 2. Preis (bei Nichtvergabe des ersten) beim Wettbewerb Franz Schubert und die Musik der Moderne[6]
- 2017: 2. Preis des internationalen Kammermusikwettbewerbs Premio Trio di Trieste[7]

- 2018: 1. Preis und Grand Prix beim Melbourne International Chamber Musik Competition[8]
- 2018: 3. Preis beim Internationalen Wettbewerb der ARD[9]

## Diskografie
- 2019: Echoes of War. Klaviertrios von Weinberg und Schostakowitsch. Genuin classics[2]